# Liste der Biografien/Tig
Liste der Biografien |
Portal Biografien |
Personensuche
# |
A |
B |
C |
D |
E |
F |
G |
H |
I |
J |
K |
L |
M |
N |
O |
P |
Q |
R |
S |
T |
U |
V |
W |
X |
Y |
Z |
?
 
Ta |
Tc |
Te |
Tf |
Tg |
Th |
Ti |
Tj |
Tk |
Tl |
Tm |
To |
Tq |
Tr |
Ts |
Tu |
Tv |
Tw |
Tx |
Ty |
Tz
 
Tia |
Tib |
Tic |
Tid |
Tie |
Tif |
Tig |
Tih |
Tii |
Tij |
Tik |
Til |
Tim |
Tin |
Tio |
Tip |
Tiq |
Tir |
Tis |
Tit |
Tiu |
Tiv |
Tiw |
Tix |
Tiy |
Tiz
Die Liste der Biografien führt alle Personen auf, die in der deutschsprachigen Wikipedia einen Artikel haben. Dieses ist eine Teilliste mit 68 Einträgen von Personen, deren Namen mit den Buchstaben „Tig“ beginnt.

## Tig
- Țig, Patricia Maria (* 1994), rumänische Tennisspielerin

### Tiga
- Tiga (* 1974), kanadischer DJ und Musikproduzent
- Tigana, Jean (* 1955), französischer Fußballspieler und -trainerJean Tigana (* 1955)

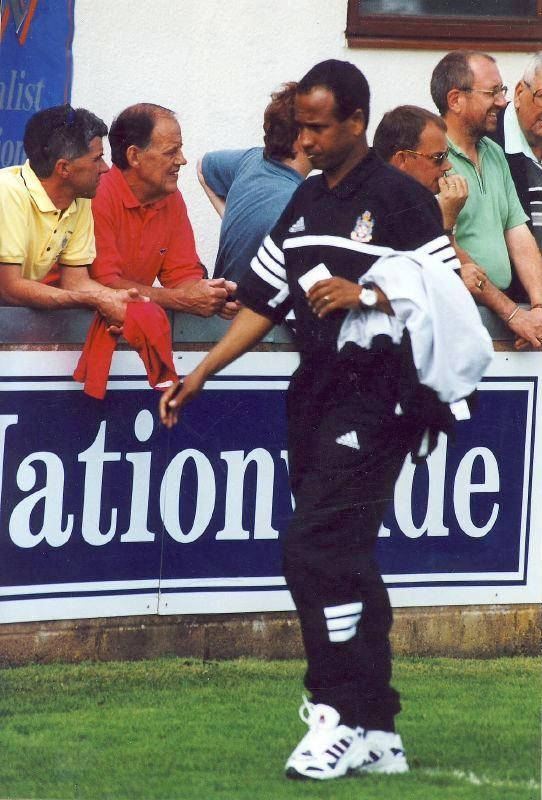
Jean Tigana (* 1955)

- Țigănașu, Ioana (* 2000), rumänische Leichtathletin
- Tigane, Aino (1912–1991), estnische Kinderbuchautorin
- Tigane, Leida (1908–1983), estnische Schriftstellerin
- Țigănescu, Mihăiță (* 1998), rumänischer Ruderer
- Tiganik, Artur (* 1971), estnischer Brigadegeneral
- Tiganj, Senad (* 1975), slowenischer Fußballspieler
- Tigar, Kenneth (* 1942), US-amerikanischer Schauspieler
- Tigaronita, Carlo Angelo (* 2002), philippinischer Eishockeyspieler
- Țigău, Viorica (* 1979), rumänische Leichtathletin und Bobsportlerin

### Tigc
- Tigchelaar, Sippie (* 1952), niederländische Eisschnellläuferin

### Tige
- Tige, Ferdinand (1719–1811), österreichischer General der Kavallerie und Hofkriegsratspräsident
- Tigelaar, Ineke (* 1945), niederländische Schwimmerin
- Tigellinus († 69), römischer Politiker
- Tiger Lou (* 1980), schwedischer Indie-Musiker
- Tiger Willi (1947–2018), deutscher Kabarettist und Kleinkünstler
- Tiger, Dick (1929–1971), nigerianischer Boxer
- Tiger, Lionel (* 1937), kanadischer Anthropologe
- Tigerino Dávila, Francisco José (* 1963), nicaraguanischer Geistlicher, römisch-katholischer Bischof von Bluefields
- Tigerman, Stanley (1930–2019), US-amerikanischer Architekt, Designer und Autor
- Tigernán Ua Ruairc († 1172), König von Bréifne in Irland
- Tigerstedt, Eric (1887–1925), finnischer Erfinder
- Tigerstedt, Robert (1853–1923), finnischer Physiologe
- Tigerström, Friedrich Wilhelm von (1803–1868), deutscher Rechtswissenschaftler und Hochschullehrer

### Tigg
- Tigga, Fulgence Aloysius (* 1965), indischer Geistlicher, römisch-katholischer Bischof von Raiganj
- Tigga, Leo (1916–1986), indischer Ordensgeistlicher und römisch-katholischer Bischof von Raiganj
- Tigga, Stanislaus (1898–1970), indischer Geistlicher, römisch-katholischer Bischof von Raigarh-Ambikapur
- Tiggelen, Adri van (* 1957), niederländischer Fußballspieler und -trainer
- Tiggelen, Bart van, niederländischer Physiker
- Tiggeler, Nicola (* 1960), deutsche Schauspielerin und SprecherinNicola Tiggeler (* 1960)

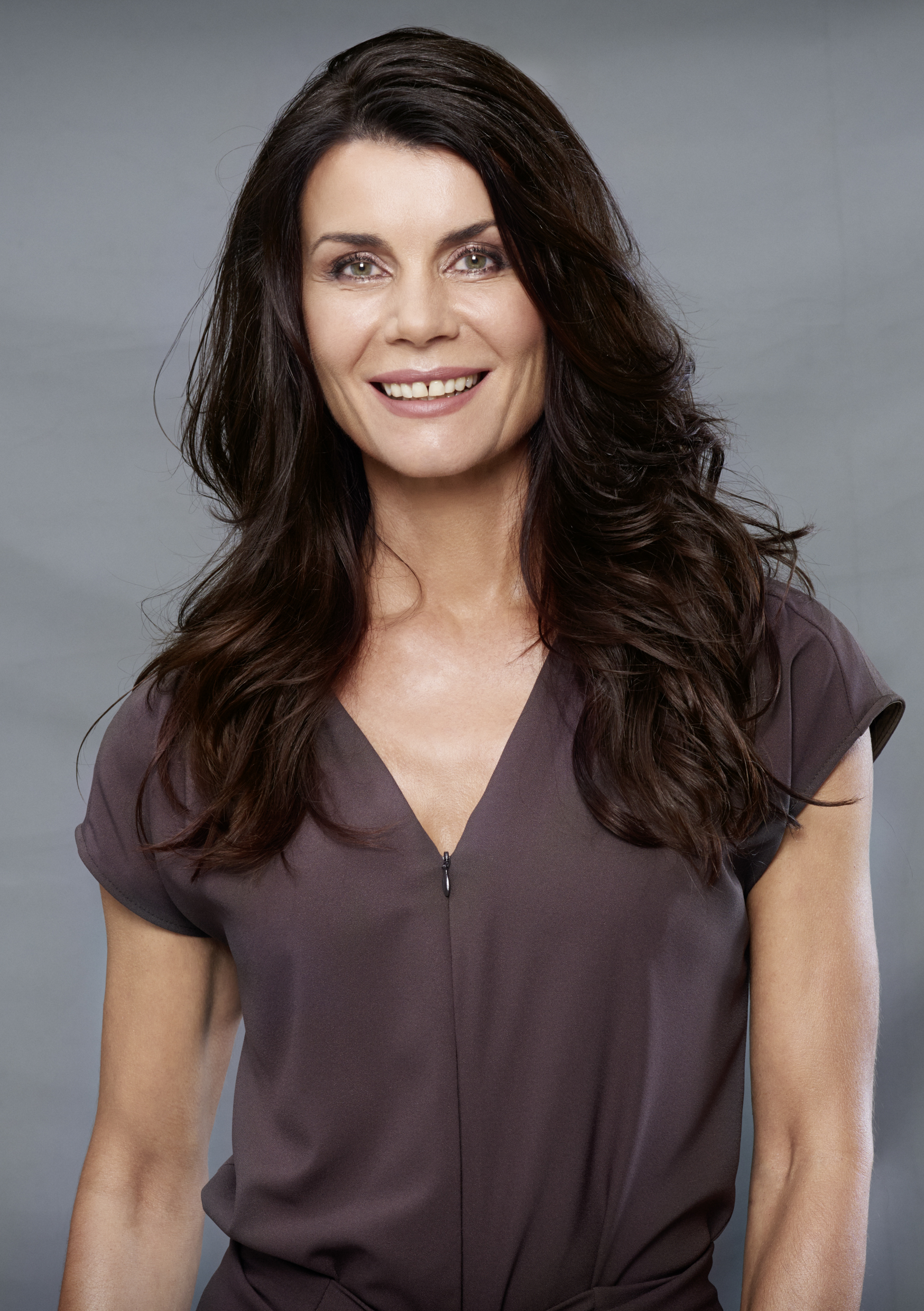
Nicola Tiggeler (* 1960)

- Tiggemann, Anselm (* 1970), deutscher Historiker, Politologe, Autor und Buckritiker
- Tiggemann-Klein, Claudia (* 1970), deutsche Historikerin und Archivarin
- Tigges, Eduard (1874–1945), deutscher Jurist, Präsident des Kammergerichtes (1922–1933)
- Tigges, Hubert (1895–1971), deutscher Reiseveranstalter
- Tigges, Leon (* 1998), deutscher Fußballtorhüter
- Tigges, Paul (1922–2006), deutscher Lehrer und Autor
- Tigges, Raphael (* 1973), deutscher Politiker (CDU), MdL
- Tigges, Steffen (* 1998), deutscher FußballspielerSteffen Tigges (* 1998)

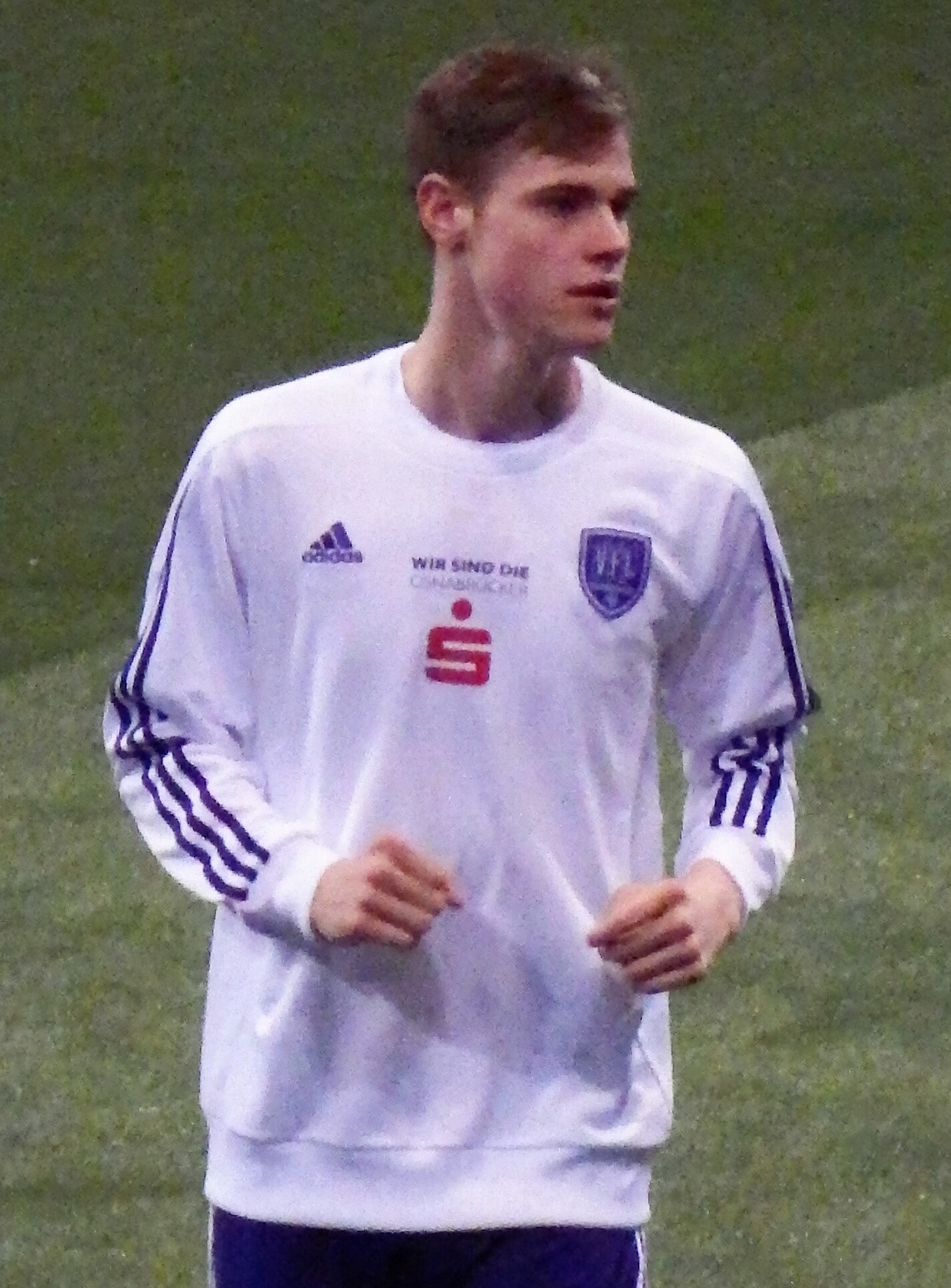
Steffen Tigges (* 1998)

### Tigh
- Tighadouini, Adnane (* 1992), niederländisch-marokkanischer Fußballspieler
- Tighe, Charles (1927–2004), US-amerikanischer Politiker
- Tighe, Kevin (* 1944), US-amerikanischer Schauspieler
- Tighe, Mary (1772–1810), irische Schriftstellerin
- Tighe, Paul (* 1958), irischer Geistlicher, römisch-katholischer Kurienbischof

### Tigi
- Tigijew, Taimuras (* 1982), kasachischer Freistilringer
- Tigiyev, Soslan (* 1983), usbekischer Ringer

### Tigl
- Țigla, Erwin Josef (* 1961), rumäniendeutscher Schriftsteller und Bibliothekar
- Tigler, Hermann (1881–1960), deutscher Unternehmer und Springreiter
- Tigler, Moritz (1814–1875), deutscher Unternehmer und bedeutender Industrieller des westlichen Ruhrgebiets
- Tiglioglu, Neco (* 1975), Musikproduzent, Songwriter, Multiinstrumentalist und Grafikdesigner

### Tign
- Tigner, Maury (* 1937), US-amerikanischer Physiker
- Tignol, Jean-Pierre (* 1954), belgischer Mathematiker

### Tigr
- Tigraios, Herrscher
- Tigran, Aram (1934–2009), armenischer Sänger
- Tigranes der Jüngere, armenischer Prinz, König von Sophene
- Tigranes II., König von ArmenienTigranes II.
- Tigranes III., König von Armenien
- Tigranes VI., König von Armenien

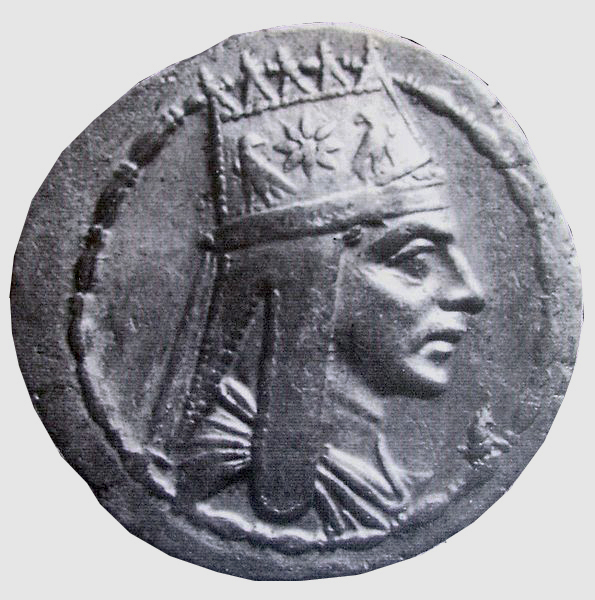
Tigranes II.

- Tigranjan, Armen (1879–1950), armenischer Komponist
- Tigranjan, Nikogaios (1856–1951), sowjetischer Komponist, Pianist, Musikpädagoge und Folklorist
- Tigranova, Irina (1936–2011), russisch-armenische Musikwissenschaftlerin und Hochschullehrerin
- Tigre, Manuel Bastos (1882–1957), brasilianischer Journalist, Schriftsteller und Bibliothekar
- Tigresa del Oriente, La (* 1945), peruanische Sängerin, Schauspielerin, Kosmetikerin und Friseurin
- Tigrett, Isaac (* 1947), US-amerikanischer Unternehmer
- Tigrett, Maureen (1946–1994), britische Ehefrau von Ringo Starr, später von Isaac Tigrett
- Tigrid, Pavel (1917–2003), tschechischer Schriftsteller, Journalist, Herausgeber und Politiker

### Tigu
- Tigue, Thomas (1945–2016), US-amerikanischer Politiker (Demokratische Partei)